# Gara Antwerpen-Linkeroever
Gara Antwerpen-Linkeroever a fost denumirea a două stații feroviare diferite de pe linia 59 Antwerpen - Gent. Cea mai veche dintre ele, inaugurată pe 3 noiembrie 1844, a purtat, între 1844 și 1923, numele „Gara Vlaams Hoofd”, iar apoi, între 1923 și 1935, după anexarea așezării Vlaams Hoofd de către Antwerpen, numele de „Gara Antwerpen-Vest”. Din 1844 și până în 1933 a existat și un serviciu de feribot între stație și Gara Antwerpen-Waas, situată pe malul drept al râului Schelde. 
În 1935, la scurtă vreme de la inaugurarea, în 1933, a tunelului Sint-Anna, gara a fost renovată, iar denumirea i-a fost schimbată în „Antwerpen-Linkeroever”. Acest nume a rămas în vigoare din 1935 și până în 1970. Pe 1 februarie 1970, vechea gară de pe strada Beatrijslaan a fost închisă și inaugurată o nouă gară, pe Katwilgweg, cunoscută în perioada construcției drept „Gara Linkeroever-Vest”. Aceasta a fost și ea la rândul ei închisă pe 3 iunie 1984, dar urme ale ei încă mai există în zona străzii Katwilgweg, în dreptul sediului ziarului Gazet van Antwerpen: de ambele părți ale căii ferate se află două peroane joase, neîntreținute.

## Curiozități
Până în 1897, linia 59 Gent – Antwerpen nu avea ecartament normal, ci ecartament de 1151 mm.